# Harvard Business Review Italia
Harvard Business Review Italia è l'edizione italiana della Harvard Business Review, rivista di management pubblicata per la prima volta nel 1922 dalla Harvard Business School Publishing, di proprietà della Harvard Business School. È una rivista a cadenza mensile, scritta per i professionisti del business e del management.
Tra i suoi collaboratori annovera personaggi del mondo accademico e finanziario tra i quali Corrado Passera, Pietro Guindani, Carlo Pesenti, Andrea Illy, Alessandro Di Fiore, Vittorio Terzi, Leonardo Zaccheo, Ignazio Rocco di Torrepadula, Umberto Bertelè, Anna Gervasoni, Franco Giacomazzi e Walter J. Scott.
A contributi di rilevanza internazionale affianca analisi delle case history nazionali.
La rivista è editorialmente indipendente dalla Harvard Business School.
Direttore della rivista è Enrico Sassoon.

## Iniziative editoriali

### Personal Trainer
Dal 31 marzo 2020 la rivista cura una collana di management in collaborazione con Mind, composta da volumi che raccolgono una selezione di articoli sul management scritti da autorevoli esperti internazionali.

#### Piano dell'opera
1. Diventare leader
2. L'equilibrio tra vita e lavoro
3. Intelligenza emotiva
4. La psicologia nelle organizzazioni
5. Happiness e mindfulness
6. Comportamento organizzativo
7. Reagire alle crisi
8. Lo smart working per le imprese e le persone
9. Uomini e macchine
10. I grandi trend del futuro